# Frieder Weissmann

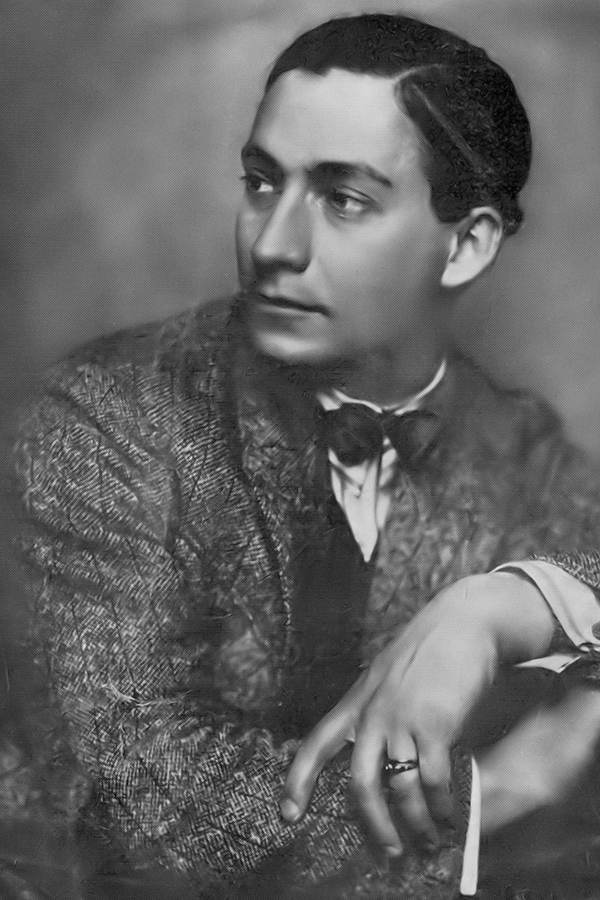
Dr. Frieder Weissmann (1927)

Frieder Weissmann (geboren als Samuel Weissmann am 23. Januar 1893 in Langen, Hessen; gestorben am 4. Januar 1984 in Amsterdam) war ein deutscher Dirigent und Komponist.

## Leben und Werk
Seinen Geburtsnamen Samuel behielt er – in der Form Semy oder Semmy – bis 1916. Danach bevorzugte er den Vornamen Friedrich oder Frieder in Kombination mit Samuel, der bald zu S. abgekürzt wurde, bevor er ganz verschwand. In den 1920er Jahren kam als dritter Vorname Peter hinzu. Als Künstlernamen sind außerdem noch Ping-Pong und Marco Ibanez überliefert.
Aufgewachsen ist Weissmann in Frankfurt am Main, wo sein Vater Ignatz Isidor Weissmann (1863–1939) von 1894 bis 1937 Chasan der liberalen Hauptsynagoge war. Nach dem vor Ostern 1911 u. a. mit seinen Mitschülern Hermann Schmidt-Fellner und Selmar Spier abgelegten Abitur am Goethe-Reformgymnasium studierte er 1911 ein Semester Jura in Heidelberg, danach bis 1914 die Fächer Philosophie, Kunst- und Musikgeschichte an der Münchner Universität. In Heidelberg erhielt er Kompositionsunterricht bei Philipp Wolfrum, in München bei Walter Braunfels. Bei Ausbruch des Ersten Weltkriegs wagte er den ersten Schritt für eine Dirigentenkarriere und wurde Korrepetitor unter Ludwig Rottenberg an der Oper Frankfurt (1914/16). 1916/17 wurde er als zweiter Kapellmeister ans Stadttheater Stettin engagiert. Von 1917 bis 1921 arbeitete er als freier Konzertkapellmeister und Korrepetitor in Berlin, Frankfurt und München. In allen drei Städten trat er auch als Komponist in Erscheinung. 1920 wurde er an der Philosophischen Fakultät der Münchner Universität mit einer Dissertation über den Komponisten Georg Abraham Schneider (1770–1839) zum Doktor der Philosophie promoviert. Es folgte 1921 ein Engagement als Korrepetitor und Dirigent an die Staatsoper Berlin, wo er bis 1924 unter Max von Schillings und Erich Kleiber arbeitete. Gleichzeitig begann auch Weissmanns jahrelange enge Zusammenarbeit mit dem Berliner Schallplattenkonzern Carl Lindström AG, für dessen Marken Parlophon und Odeon er bis 1933 rund 2.000 Schallplatteneinspielungen musikalisch leitete. 1924 wechselte er als erster Kapellmeister ans Opernhaus von Münster (1924/25), anschließend in gleicher Funktion ans Opernhaus in Königsberg in Preußen. (1926/27). Von 1926 bis 1932 war er ständiger Gastdirigent der Dresdner Philharmonie. Ab 1930 kam es zur vermehrten Zusammenarbeit mit Rundfunkorchestern in Stuttgart und Hamburg. 1931 wurde er neben Ernst Kunwald Dirigent des Berliner Sinfonie-Orchesters, des vormaligen Blüthner-Orchesters, das im Herbst 1932 mit den Berliner Philharmonikern fusionieren musste. Mit den Berliner Philharmonikern konnte er bis Januar 1933 nur vier Konzerte dirigieren und eine Schallplatte (Ouvertüre zu Richard Wagners Oper Rienzi) einspielen.
1929 heiratete er seine langjährige Verlobte, die deutsche Sopranistin Meta Seinemeyer, die, an Leukämie schwer erkrankt, wenige Stunden nach der Trauung verstarb. Weissmann hatte die Sängerin bei all ihren Parlophon-Einspielungen und zahlreichen Konzerten in Dresden und Berlin begleitet.
Durch die Machtergreifung der Nationalsozialisten sah sich 1933 auch Frieder Weissmann als Künstler jüdischer Abstammung unmittelbar in seiner Existenz bedroht. Er verließ Deutschland im Juni 1933 und ging in die Niederlande, wo er mit dem Concertgebouw Orchester Amsterdam und dem Orchester der AVRO-Rundfunkgesellschaft Hilversum konzertierte. Es folgten von 1934 bis 1937 halbjährliche Aufenthalte – im Wechsel mit Holland – in Argentinien, wo er in Buenos Aires Konzerte bei Radio Splendid und am Teatro Colón dirigierte. In Buenos Aires heiratete Weissmann, der 1935 die argentinische Staatsbürgerschaft erlangt hatte, auch 1937 seine zweite Ehefrau Rosita Chevallier-Boutell. Nach seinem USA-Debüt Ende 1937 mit dem Cincinnati Symphony Orchestra verlegte er 1938 seinen Hauptwohnsitz nach New York, wo er im Sommer 1939 mit einer Reihe von Open-Air-Konzerten mit den New Yorker Philharmonikern im Lewisohn-Stadium Aufsehen erregte. Schallplatten nahm er nun zunächst bei Columbia Records (u. a. mit Risë Stevens), ab 1945 bei RCA Victor auf – eine Verbindung, die bis um 1950 bestand. Von 1939 bis 1947 leitete Weissmann, der 1944 amerikanischer Staatsbürger wurde, das New Jersey Symphony Orchestra und von 1942 bis 1958 das Philharmonische Orchester von Scranton (Pennsylvania). Als Nachfolger von Artur Rodziński übernahm er von 1950 bis 1953 die Leitung des Orquesta Filarmónica de La Habana in Havanna, Kuba. Parallel zu den Festengagements entfaltete Weissmann ab 1945 eine rege Aktivität als Gastdirigent in den USA, in Kanada (Toronto, Montreal, Vancouver), Mexiko und den Niederlanden. Nach 1954 konzentrierte er sich auf Europa und wurde dort vor allem in Italien gefeiert, z. B. für einen Zyklus von Mahler-Symphonien, den er bereits Ende der 1950er Jahre begann und im März 1974 in Florenz mit der Aufführung von Mahlers Zweiter Sinfonie beschloss.

Weissmann mit dem Odeon-Künstler-Orchester und Richard Tauber in einer Aufnahme von Grüß' mir mein Wien aus der Operette Gräfin Mariza (1932).

Weissmann war eine zentrale Gestalt in der deutschen Schallplattenindustrie zwischen 1921 und 1933. Er war Lindströms zuverlässiger Hausdirigent, der in der Regel bei den Aufnahmen das Orchester der Berliner Staatsoper, die Staatskapelle Berlin, bzw. einen aus Mitgliedern dieses Orchesters bestehenden ad-hoc-Klangkörper dirigierte. Weissmann arbeitete nicht nur bei der Einspielung zahlreicher Gesangs- und Opernaufnahmen mit den führenden Gesangs-Solisten der 1920er Jahre wie Gitta Alpár, Vera Schwarz und Richard Tauber zusammen, sondern leitete auch viele Aufnahmen rein orchestraler Musik ernsten wie heiteren Charakters. Sein Repertoire war äußerst breit gefächert und umfasste Operette und leichte Klassik ebenso wie die Hauptwerke der sinfonischen Literatur. Unter seiner Leitung entstanden zahlreiche Schallplattenerstaufnahmen, z. B. die erste Gesamteinspielung aller Beethoven-Sinfonien 1924/25. Herausragend sind seine elektrischen Einspielungen von Respighis Römische Brunnen und Tschaikowskis Ouverture auf das Jahr 1812 auf. Er begleitete den Cellisten Emanuel Feuermann bei Max Bruchs Kol Nidrei und die Pianisten Moriz Rosenthal und Karol Szreter bei ihren Einspielungen von Chopins Klavierkonzert Nr. 1 und Beethovens Klavierkonzert Nr. 4. Zu Weissmanns amerikanischen Einspielungen zählen Opernaufnahmen mit zahlreichen Stars der Metropolitan Opera wie den Sopranistinnen Zinka Milanov, Licia Albanese, Helen Traubel, dem Tenor Jan Peerce und dem Bariton Leonard Warren, sowie ein Konzert für Viola von Henri Casadesus, welches ursprünglich Händel zugeschrieben worden war, mit William Primrose und der wohl ersten Schallplatteneinspielung von Max Bruchs Schottischer Fantasie Es-Dur für Violine und Orchester op. 46 mit dem Geiger Jascha Heifetz als Solisten.
Frieder Weissmann verstarb am 4. Januar 1984 in Amsterdam und wurde zwei Tage später auf dem Friedhof Zorgvlied an der Seite des holländischen Malers Carel Willink, dem wenige Monate vorher verstorbenen Ehemann von Weissmanns Freundin Sylvia Willink, beerdigt.
Am 22. April 2021 um 13:30 Uhr sollte ein Stolperstein vor den alten Eingang des Concertgebouw (Amsterdam) für Frieder Weissmann verlegt werden. Aufgrund von COVID-19 wurde die Verlegung erst am 18. August des Jahres um 13:00 Uhr durchgeführt.

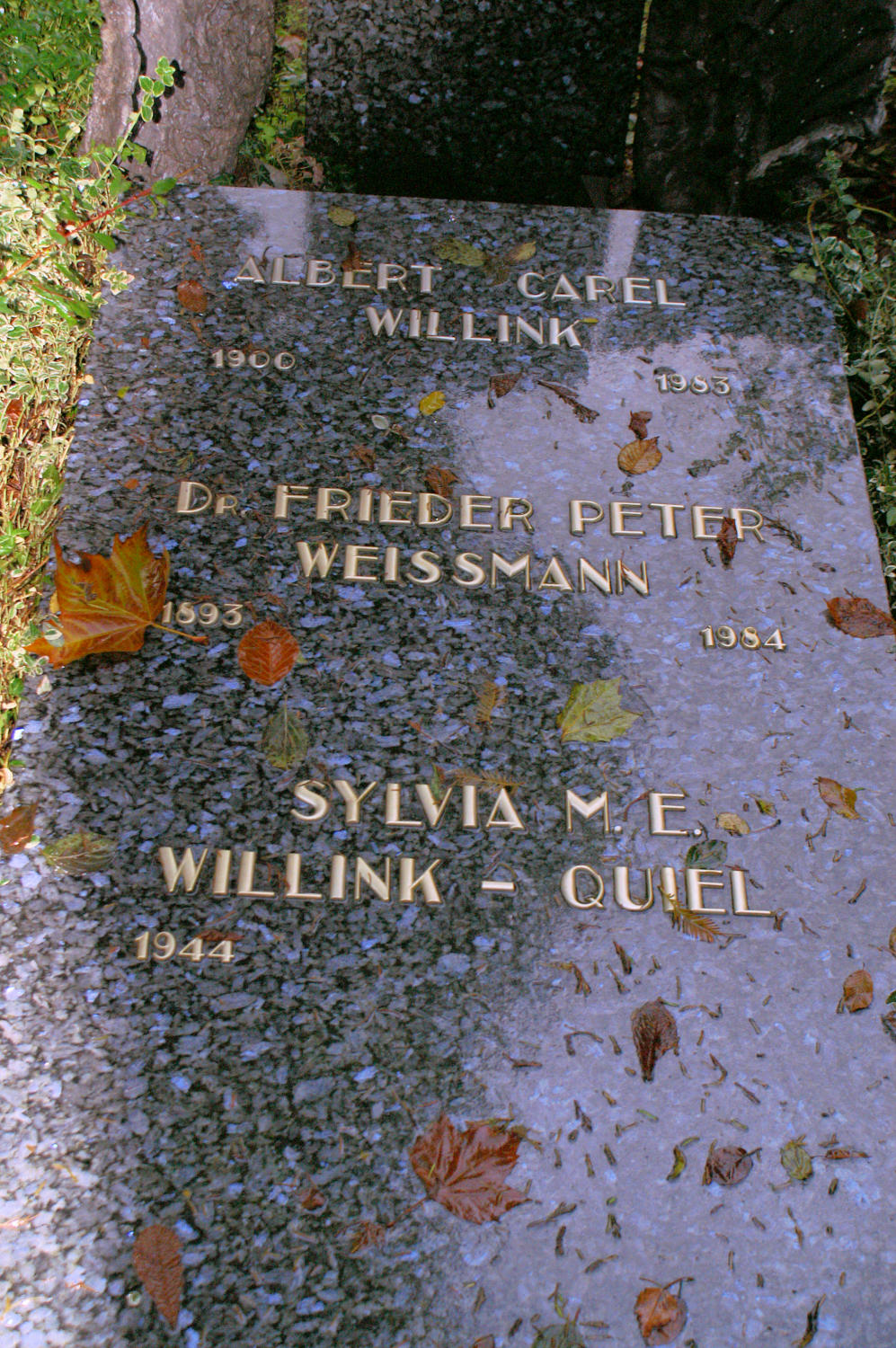
Frieder Weissmanns Grab auf dem Amsterdamer Friedhof Zorgvlied

## Tondokumente (Auswahl)

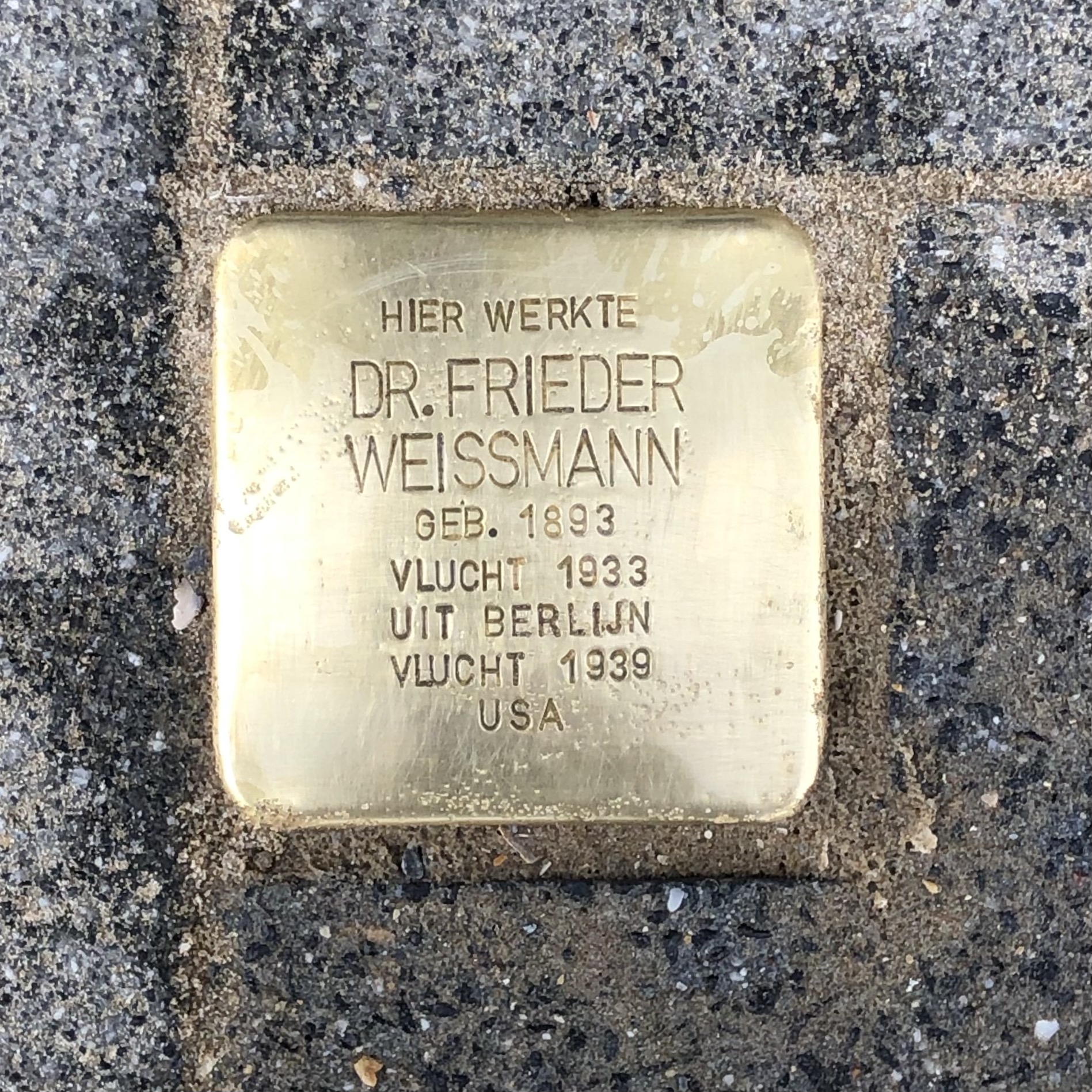
Stolperstein für Dr. Frieder Weissmann

DISMARC.org zählt 680 Einträge zu Weissmann auf.
- Akustische (Trichter-)Aufnahmen auf Parlophon in Berlin, Dirigent: Frieder Weissmann.
  - P.1265 (mx. 5593, 5594)  Franz Schubert, h-moll Symphonie Unvollendete, 1. Satz Allegro moderato
  - P.1266 (mx. 5595, 5590) 1. Satz (Schluß), 2. Satz Andante con moto
  - P.1267 (mx. 5591, 5592) 2. Satz Andante con moto (Fortsetzung und Schluß)
  - P.1420 (mx. 5698, 5699)  Franz Liszt, Les Préludes, symphonische Dichtung I und II
  - P.1421 (mx. 5700, 5701)  Franz Liszt, Les Préludes, symphonische Dichtung III und IV
  - P.1422 (mx. 5702) Franz Liszt, Les Préludes, symphonische Dichtung V
  - P.1454 (6177, 6178) Bizet, Einleitung + Chor der Straßenjungen, I. Akt

Die Rückseite mx. 6133 enthält eine Aufnahme von GMD Eduard Mörike.
aus: Parlophon / Beka [etc.] Hauptverzeichnis 1925/26, S. 8–9.
- Elektrische Aufnahmen auf Parlophon in Berlin, Dirigent: Frieder Weissmann.

a) Ouverturen:
- - P.9049 (mx. 20 086/087 W) Don Juan (Mozart), Ouverture
  - P.9050 (mx. 20 088/089 W) Alessandro Stradella (v. Flotow), Ouverture
  - P.9051 (mx. 20 098/099 W) Mignon (Thomas), Ouverture
  - P.9074 (mx. 20 100/101 W) Martha (v. Flotow), Ouverture
  - P.9088 (mx. 20 150/151 W) Das Nachtlager vor Granada (K. Kreutzer), Ouverture
  - P.9089 (mx. 29 171/172 W) Die weiße Dame (Boeldieu), Ouverture
  - P.9103 (mx. 20 173/174 W) Die Italienerin in Algier (Rossini), Ouverture

b) symphonische Musik:
- - P.9072 (mx. 20 146/147 W) Wellingtons Sieg oder Die Schlacht bei Vittoria (L.van Beethoven, op. 91) 1. Teil (2 Plattenseiten)
  - P.9073 (mx. 20 148/149 W) dto., 2. Teil (2 Plattenseiten)
  - Symphonie c-dur (Jenaer Symphonie), auch eine unbekannte Jugendsymphonie Beethovens genannt - nach alten Stimmen des Akademischen Konzerts in Jena für die Aufführung eingerichtet und herausgegeben von Fritz Stein.
  - P.9119 (mx. 20 175 W) 1. Satz, 1. Teil Adagio - Allegro vivace / (mx. 20 176 W) 1. Satz, 2. Teil Allegro vivace
  - P.9120 (mx. 20 177/178 W) 3. Satz Adagio cantabile
  - P.9188 (mx. 20 536/537 W) 3. Satz Menuetto - Maestoso und Finale (Allegro)
  - P.9206 (mx. 20 599 W) Cavalleria Rusticana (Mascagni) Intermezzo sinfonico
  - P.9214 (mx. 20 365 W) Sommernachtstraum (Mendelssohn)  Hochzeitsmarsch / (mx. 20 366 W) Sommernachtstraum (Mendelssohn)  Scherzo
  - P.9230 (mx. 20 650/651 W) Ungarische Rhapsodie No. 2 (Liszt)
  - P.9231 (mx. 652/653 W) Hoffmanns Erzählungen (Offenbach) Zwischenspiel und Menuett

aus: Parlophon / Beka Electric Hauptverzeichnis 1928/29, S. 40–42.
c) Opernmusik:
- Odéon O-6571 (xxB 7911, xxB 7912)  Das Wunder der Heliane (Korngold), Zwischenspiel zum 3. Akt,  I und II.  Frieder Weissmann mit großem Symphonie-Orchester. Berlin, im Dezember 1927.
- Odéon O-8613 (xxB.8559) Die tote Stadt  (Korngold) - Duett Ich werde sie nicht wiederseh'n: Lotte Lehmann, Sopran, Richard Tauber, Tenor. Großes Opernorchester, Leitung: Frieder Weissmann (dismarc.org)
- Odéon O-8613 (xxB.8558) Die tote Stadt  (Korngold) - Duett Glück, das mir verblieb: Lotte Lehmann, Sopran, Richard Tauber, Tenor. Großes Opernorchester, Leitung: Frieder Weissmann (dismarc.org)
- Elektrische ‘Nachaufnahme’ von xxB 6993 und xxB 6995 (1924) unter gleicher Bestell-Nr. O-8613.  Die akustische Aufnahme von 1924 dirigierte GMD George Széll.

d) Operetten- und Unterhaltungsmusik:
- Odeon O-2877 a (Be 8152) In einer kleinen Konditorei. Lied und Tango (Musik: Fred Raymond. Text: Ernst Neubach). Karl Pistorius mit Orchesterbegleitung, Leitung: Weissmann
- Odeon O-11 642 a (Be 9868)  Was kann so schön sein. Lied a.d. Tonfilm Gitta entdeckt ihr Herz (Miklós Brodzký). Gitta Alpár mit Odeon-Künstler-Orchester, Leitung:  Weissmann
- Odeon O-4502 b (Be 9710³) Grüß’ mir mein Wien. Lied aus der Operette Gräfin Mariza. Richard Tauber mit Odeon-Künstler-Orchester, Leitung: Weissmann. Aufgenommen am 14. Januar 1932.
- Odeon O-4968 a (Be 8942) Rot ist dein Mund, der mich verlacht. Lied und Tango a.d. Tonfilm Das lockende Ziel (R. Tauber)
- Odeon O-4968 b (Be 8943-II) Es war einmal ein Frühlingstraum. Lied a.d. Tonfilm Das lockende Ziel (R. Tauber). Kammersänger C. Richard Tauber, Tenor, mit Odeon-Künstler-Orchester, Leitung: Weissmann.
- Odeon O-4972 a (Be 8966) Blume aus dem Wolgatal. Lied (Meyer Guzman, deutscher Text von Rotter und Robinson)
- Odeon O-4972 b (Be 8967) Märchen von Tahiti (Pagan Love Song). Lied aUS dem Metro-Goldwyn-Mayer-Tonfilm The Pagan (Nacio Herb Brown, deutscher Text von Pseudo). Kammersänger C. Richard Tauber, Tenor, mit Orchesterbegleitung und Hawaiian Guitarre (Mitglied der Staatskapelle Berlin), Leitung: Weissmann.
- Odeon O-4994 a (Be 9570) Will dir die Welt zu Füßen legen, du. Lied a.d. Optte Blume von Hawaii (Paul Abrahám)
- Odeon O-4994 b (Be 9571) Kann nicht küssen ohne Liebe. Lied a.d. Optte Blume von Hawaii (Paul Abrahám). Kammersänger C. Richard Tauber, Tenor, mit Odeon-Künstler-Orchester, Leitung: Weissmann.
- Odeon A 161.103 (Be 8851) Sprich nicht von ewiger Liebe. Lied und Tango a.d. Optte Reklame (Bruno Granichstaedten)
- Odeon A 161.104 (Be 8852) Nicht nur im Prater blüh’n wieder die Bäume. Lied (Ernst Steffan). Kammersängerin Vera Schwarz mit Orchesterbegleitung, Leitung: Weissmann.
- Odeon O-11 652 a (Be 9606) Zwei Augen, so betörend wie deine. Lied a.d. Singspiel Die Toni von Wien (Ernst Steffan, Text von Steffan und Knepler). Kammersängerin Vera Schwarz mit Odeon-Künstler-Orchester, Leitung: Weissmann.
- Odeon O-4503 (Be 9780-II) Wenn wir uns später wiedersehen. Lied (Harry Ralton) Richard Tauber mit Odeon-Künstler-Orchester, Leitung: Frieder Weissmann. Aufgenommen am 9. Februar 1932 – knapp einen Monat danach verließ Tauber Deutschland.

## Wiederveröffentlichungen
- CD series Conductors of the past: Disco Archivia 1001: MEMORIAL TRIBUTE TO DR. FRIEDER WEISSMANN (musicinthemail.com)
- Vicky Kondelik (seinemeyer.com) nennt auf ihrer Meta Seinemeyer-home page weitere Wiederveröffentlichungen auf LP und CD.
- Johann Sebastian Bach: Cembalokonzert Nr. 7 g-moll BWV 1058 / Anna Linde (Cembalo) / Orchester der Berliner Staatsoper / Frieder Weissmann (Dirigent) / Aufnahme Berlin am 8. Oktober 1928 bei youtube.com. Lt Rainer Bunz „Der vergessene Maestro – Frieder Weissmann“ (2016), S. 139 „die erste Schallplattenaufnahme eines Konzerts …, bei der ein Cembalo als Soloinstrument eingesetzt wurde.“
- Ludwig van Beethoven: Sinfonie Nr. 6 F-Dur op. 68 „Pastorale“ / Orchester der Berliner Staatsoper / Frieder Weissmann (Dirigent) / Aufnahme Berlin vom 21. und 24. November 1924 bei youtube.com.
- Ludwig van Beethoven: Klavierkonzert Nr. 4 G-Dur op. 58 / Karol Szreter (Klavier) / Orchester der Berliner Staatsoper / Frieder Weissmann (Dirigent) / Aufnahme Berlin vom 4. November 1926 bei youtube [11] und [12]. Erste elektrische Schallplattenaufnahme des Konzerts.
- Ludwig van Beethoven: Wellingtons Sieg oder Die Schlacht bei Vittoria op. 91 / Orchester der Berliner Staatsoper / Frieder Weissmann (Dirigent) / Aufnahme Berlin am 23. Februar 1927 bei youtube.com.
- Arcangelo Corelli: Concerto Grosso in g-moll op. 6 Nr. 8 "Weihnachtskonzert" /  Johannes Lasowski, Hans Reinicke (Violinen), Armin Liebermann (Viola) / Mitglieder des Orchesters der Berliner Staatsoper / Frieder Weissmann (Dirigent) / Aufnahme Berlin vom 29. November 1928 bei (youtube.com).
- Franz Liszt: Klavierkonzert Nr. 2 A-Dur / Josef Pembaur (Klavier) / Orchester der Berliner Staatsoper / Frieder Weissmann (Dirigent) / Aufnahme Berlin vom 28. November 1927 bei (youtube.com).
- Franz Liszt: Ungarische Rhapsodie Nr. 2 cis-moll / Karol Szreter (Klavier) / Orchester der Berliner Staatsoper / Frieder Weissmann (Dirigent) / Aufnahme Berlin im Oktober 1928 bei (youtube.com).
- Wolfgang Amadeus Mozart: Violinkonzert Nr. 5 A-Dur KV 219 / Joseph Wolfsthal (Violine) / Orchester der Berliner Staatsoper / Frieder Weissmann (Dirigent) / Aufnahme Berlin vom 19. September 1928, bei youtube.com und auf CD Pristine Classical PASC 239.
- Camille Saint-Saëns: Dance macabre op. 40 / Karol Szreter (Klavier) / mit Grand Symphony Orchestra / Frieder Weissmann (Dirigent) / Aufnahme Berlin im Oktober 1929 bei youtube.com.
- Richard Strauss: Tod und Verklärung - Tondichtung für großes Orchester op. 24 / Orchester der Berliner Staatsoper / Frieder Weissmann (Dirigent) / Aufnahme Berlin am 1. und 6. November 1929 bei youtube.com.
- Friedrich Witt (Beethoven zugeschrieben): Sinfonie in C-Dur „Jenaer“ / Orchester der Berliner Staatsoper / Frieder Weissmann (Dirigent) / Aufnahme Berlin am 18. März und 21. Dezember 1927 bei charm.cch.kcl.ac.uk, charm.cch.kcl.ac.uk, charm.cch.kcl.ac.uk, charm.cch.kcl.ac.uk.
- Madame Butterfly (Puccini), Act 1 Entrance of Butterfly. Meta Seinemeyer, Soprano with Chorus and Orchestra of the State Opera House. Conductor: Weissmann. British Parlophone E.10 805  (mx. 2-20 848), aufgenommen im Juni 1928. bei youtube.com
- In einer kleinen Konditorei. Lied und Tango (Musik: Fred Raymond. Text: Ernst Neubach) Karl Pistorius mit Orchesterbegleitung, Leitung: Weissmann. Odeon O-2877 a (Be 8152) bei youtube.com
- Was kann so schön sein. Lied a.d. Tonfilm Gitta entdeckt ihr Herz (Miklós Brodzký) Gitta Alpár mit Odeon-Künstler-Orchester, Leitung: Weissmann. Odeon O-11 642 a (Be 9868) bei youtube.com
- Wenn wir uns später wiedersehen. Lied (Harry Ralton) Richard Tauber mit Odeon-Künstler-Orchester, Leitung: Frieder Weissmann. Odeon O-4503 (Be 9780-II) Berlin, im Februar 1932, bei youtube.com

## Radio-Konzertaufnahmen
- Gustav Mahler: Kindertotenlieder / Lucretia West (Mezzosopran) / Orchestra Sinfonica di Torino della RAI / Frieder Weissmann (Dirigent) / Aufnahme vom 8.1.1960 bei youtube.com

- Wolfgang Amadeus Mozart: Klavierkonzert Nr. 20 d-moll KV 466 / Pieralberto Biondi (Klavier) / Orchestra "Alessandro Scarlatti" di Napoli della RAI / Frieder Weissmann (Dirigent) / Aufnahme vom 6.6.1961 bei youtube.com

- Johann Sebastian Bach: Passacaglia c-Moll BWV 582 in der Orchesterfassung von Ottorino Respighi / Orchestra Sinfonica di Torino della RAI / Frieder Weissmann (Dirigent) / Aufnahme vom 2.2.1962 bei youtube.com

- Wolfgang Amadeus Mozart: Violinkonzert Nr. 1 B-Dur KV 207 / Arthur Grumiaux (Violine)  / Orchestra Sinfonica di Torino della RAI / Frieder Weissmann (Dirigent) / Aufnahme vom 2.2.1962 bei youtube.com und auf CD Andromeda ANDRCD 9116

- Ernest Chausson: Poème op. 25 / Arthur Grumiaux (Violine) / Orchestra Sinfonica di Torino della RAI / Frieder Weissmann (Dirigent) / Aufnahme vom 2.2.1962 bei youtube.com und auf CD Andromeda ANDRCD 9116

- Maurice Ravel: Tzigane Konzertrhapsodie / Arthur Grumiaux (Violine) / Orchestra Sinfonica di Torino della RAI / Frieder Weissmann (Dirigent) / Aufnahme vom 2.2.1962 auf CD Andromeda ANDRCD 9116

- Camille Saint-Saens: Sinfonie Nr. 3 op. 78 / Orchestra Sinfonica di Torino della RAI / Frieder Weissmann (Dirigent)  / Aufnahme vom 2.2.1962 bei youtube.com

- Richard Strauss: Schlusstanz aus "Schlagobers" op. 70 / Orchestra Sinfonica di Roma della RAI / Frieder Weissmann (Dirigent) / Aufnahme vom 21.12.1963 bei youtube.com

- Gustav Mahler: Adagietto aus Sinfonie Nr. 5 / Orchestra "Alessandro Scarlatti" di Napoli della RAI / Frieder Weissmann (Dirigent) / Aufnahme vom 4.1.1969 bei youtube.com

- Richard Wagner: Siegfried-Idyll WWV 103 / Sebastiano Panebianco (Horn) / Orchestra "Alessandro Scarlatti" di Napoli della RAI / Frieder Weissmann (Dirigent) / Aufnahme vom 4.1.1969 bei youtube.com

- Jean Sibelius: Valse Triste  op. 44 / Orchestra "Alessandro Scarlatti" di Napoli della RAI / Dirigent: Frieder Weissmann / Aufnahme vom 4.1.1969 bei youtube.com

- Jacques Ibert: Divertissement für Kammerorchester / Orchestra "Alessandro Scarlatti" di Napoli della RAI / Dirigent: Frieder Weissmann / Aufnahme vom 4.1.1969 bei youtube.com

## Abbildungen
- Frieder Weissmann mit Richard Tauber (richard-tauber.de)
- Frieder Weissmann im Alter (musicinthemail.com)
- Meta Seinemeyer, Sopran (i.ytimg.com)
- Frieder Weissmann und Meta Seinemeyer in Bad Kissingen 1929, das letzte gemeinsame Photo (seinemeyer.com)

- Plattenetikett Parlophon P.1417 aus der akustischen Ära (i.ebayimg.com)
- Plattenetikett Odeon Electric 5167 Wunder der Heliane (claude.torres1.perso.sfr.fr)
- Plattenetikett Parlophon P.9334 Coppélia(sterkrader-radio-museum.de)
- Plattenetikett Parlophon B.47226 mit Aufnahme von Gitta Alpár (historicalmusicstore.com). Auf dem Parlophon-Etikett hieß das Odeon-Künstler-Orchester dann natürlich Parlophon-Künstler-Orchester. Dirigiert hat aber in beiden Fällen Dr. Frieder Weissmann.